# Ras Nokra
Ras Nokra är en kulle i Algeriet. Den ligger i provinsen Djelfa, i den norra delen av landet, 160 km söder om huvudstaden Alger. Toppen på Ras Nokra är 860 meter över havet.